# Augusto (título)

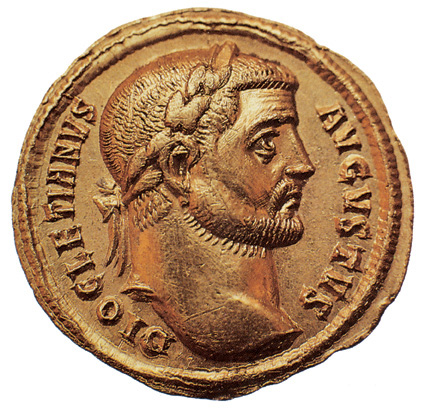
Moneda romana del emperador Diocleciano con la inscripción «diocletianus augustus».

Augusto (en latín: Augustus; plural: augusti), de significado "majestuoso" o "venerable", fue el principal título que llevaron los emperadores del Imperio romano durante la Antigüedad. Inicialmente era un cognomen heredado por los sucesores de Octaviano, el primero en usarlo, aunque en la práctica funcionó como un título nobiliario y monárquico. En el Imperio oriental sirvió como el título oficial del emperador hasta el siglo VII, cuando fue reemplazado por Basileos ("monarca").
Su equivalente femenino era Augusta, aunque este era meramente honorífico y estaba reservado para las esposas o madres del emperador. La primera mujer en ostentarlo fue Livia Drusila, la primera emperatriz romana, según la última voluntad de su marido.

## Origen
El primero en llevar este título fue Cayo Julio César Octaviano. El sobrenombre le fue otorgado por el Senado el 16 de enero del año 27 a. C. y tenía un carácter meramente simbólico, sin llevar aparejada ninguna magistratura concreta. Respecto a esto, el historiador Suetonio escribe:

Algunos senadores querían que se le llamase Rómulo, por haber sido, en cierto modo, el segundo fundador de Roma; mas prevaleció el nombre de Augusto, porque era nuevo, y especialmente, porque era más respetable; porque los parajes consagrados por la religión o por el ministerio de los augures se llamaban augustos, bien que esta palabra derivase de auctus (acrecentamiento)...
Suetonio, "Augusto (VII) Vida de los doce césares

El uso de este honorífico, sin embargo, coincidió con la acumulación en una sola persona de numerosas magistraturas ordinarias, con lo que terminó siendo reconocido como símbolo de todos los poderes que Octaviano había ido acumulando (primer senador, pontífice máximo, cónsul, tribuno, etc.). De esta forma, el nombramiento de Octaviano como "Augusto" pasó a simbolizar su ascenso como verdadero monarca, razón por la cual este evento suele considerarse como el inicio formal del Imperio romano:

César estaba deseoso de que lo llamaran Rómulo, pero cuando percibió que esto lo haría parecer un rey desistió y tomó el título de "Augusto", que significa que era más que humano [...] De esta manera el poder tanto del pueblo como del senado pasó enteramente a manos de Augusto, y desde su época hubo, estrictamente hablando, un monarca; porque monarquía sería el nombre más verdadero para ella, sin importar si dos o tres hombres ocuparon más tarde el poder al mismo tiempo.
Dion Casio, "Libro 53, c 17, Historia Romana

César Octaviano, ahora César Augusto, legó el honorífico a su heredero adoptivo y sucesor, Tiberio, en su testamento. A partir de entonces, aunque no confirió poderes legales específicos, "Augusto" fue un elemento titular del nombre imperial. Posteriormente, el título fue otorgado por el Senado romano. En el año 161, Marco Aurelio elevó a su hermano Lucio Vero a la calidad de "Augusto", haciendo que dos individuos porten el título por primera vez.
Más adelante, cuando alguien era designado heredero del emperador, adoptaba el nombre NN Caesar (siendo NN su praenomen y nomen). Tras acceder al trono, el nuevo emperador solía adoptar el nombre Imperator Caesar NN Augustus, a veces incluyendo los agregados Pius Felix e Invictus. En este contexto, Augustus viene a ser el equivalente de «Emperador», aunque "legalmente" no conllevaba ningún poder concreto, al menos no hasta su estandarización en el siglo iii, durante el reinado de Diocleciano. Su tetrarquía compartió el poder entre dos "augustos" y dos "césares", aunque este último se mantenía en un rol de subordinación ante el gobernante principal.

## Desaparición
Tas la caída del Imperio romano de Occidente, el título comenzó a caer paulatinamente en desuso. En el Imperio romano de Oriente, o Imperio bizantino, se continuaron usando variantes de "Augusto" tales como Sebastós (Σεβαστός) o Augoustos (Αὔγουστος), pero sin las connotaciones imperiales que tuvieron en sus inicios. En el año 629, el emperador Heraclio modificó la fórmula imperial y se hizo llamar Basileos (Βασιλεύς), el título tradicional de los monarcas griegos. Este suele ser traducido como «rey», aunque una traducción más acorde sería el término ambiguo de «monarca». Dicha denominación ya se utilizaba desde hacía varios siglos, pero no fue hasta el fin de la guerra bizantino-sasánida de 602-628 que los emperadores la adoptaron de forma oficial.
En el Imperio carolingio y su sucesor, el Sacro Imperio Romano Germánico, los emperadores germánicos adoptaron, entre otros, el título de Imperator Augustus. Sin embargo, el término Imperator había pasado a ser la denominación popular para referirse al gobernante romano, de ahí el origen de la palabra "Emperador". Por su parte, el término Augustus pasó a ser un adjetivo de exaltación en vez de un título imperial. Así, desde el siglo xi la denominación común del Sacro Emperador fue Romanorum Imperator Semper Augustus ("Siempre Augusto Emperador de los Romanos").